# Чемерица Лобеля
Чемери́ца Лобе́ля, или Чемерица Лобе́лиева (лат. Verátrum lobeliánum) — вид растения рода Чемерица семейства Мелантиевые. Лекарственное, ядовитое, инсектицидное растение. Видовое название дано в честь фламандского ботаника Маттиаса Лобеля (1538—1616). Всё растение ядовито.

## Народные названия
Кукольник, чемера, чемерка, чемерика, чемеричный корень, чемерис, черемига, жимерица, чихотка.

## Ботаническое описание

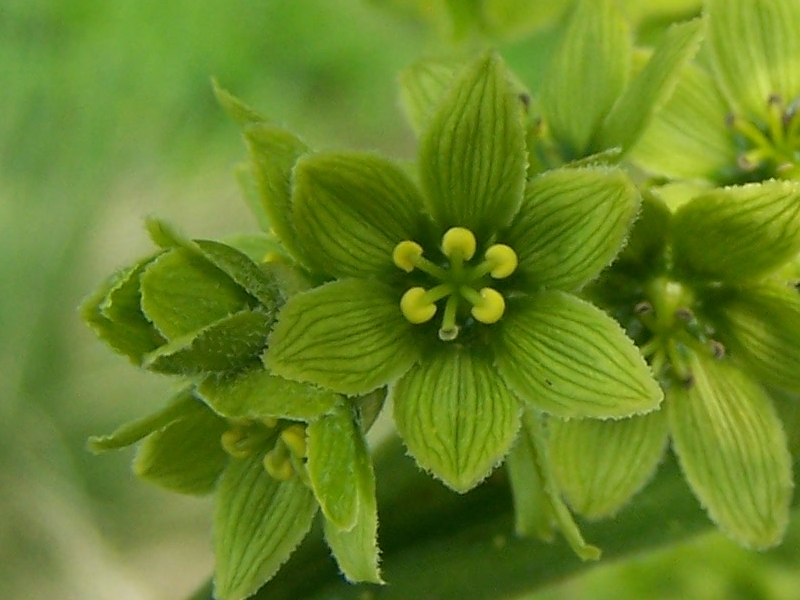
Цветок

Травянистое многолетнее растение (продолжительность жизни обычно не менее 50 лет) (15—160 см высотой) с укороченным вертикальным корневищем и многочисленными придаточными шнуровидными корнями и прямым, толстым (2—3 см в диаметре), круглым стеблем.
Листья стеблеобъемлющие очерёдные, многочисленные, нижние широкоэллиптические (8—12 см длиной, 5—7 см шириной) с короткими влагалищами, верхние — постепенно сужаются до ланцетовидных, с длинными влагалищами. Все листья складчатые, снизу опушённые, с дугообразным жилкованием.
Цветки собраны в верхушечную пирамидальную метёлку из колосковых кистей длиной 20—60 см. Цветоножки и цветоносы опушённые. Прицветники яйцевидные или округло-яйцевидные, длиннее цветоножки. Цветки (до 2,5 см в диаметре) правильные, свободнолепестковые, шестичленные с простым венчикообразным околоцветником. Цветки двуполые, иногда однополые, желтоватые или беловатые. Тычинок шесть, пестик один, завязь верхняя. Соцветие в почке сформировано уже осенью.
Плод — яйцевидная коробочка (до 2,5 см длиной), до середины трёхраздельная. Семена желтовато-бурые, плоские, эллиптические, ширококрылатые, длиной 6—10 мм.
Цветёт в июне — августе; плоды созревают в августе — сентябре. Массовое цветение повторяется через два—три года. Первое цветение в 10—30 лет. Размножается семенами и вегетативно.

## Распространение и экология

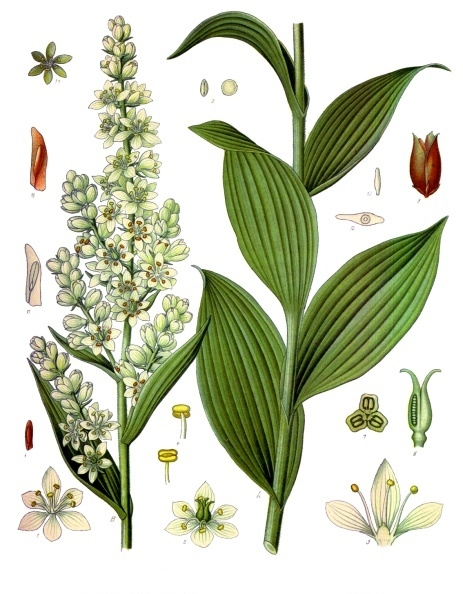

Чемерица Лобеля — евроазиатский вид. Распространена в Центральной и Восточной Европе, Средиземноморье, Малой Азии, Средней Азии (Прибалхашье и Тянь-Шань), Северной Монголии; в России — на большей части европейской части (кроме северо-западных и засушливых районов), на Кавказе, в Западной и Восточной Сибири, на Дальнем Востоке.
Растёт на суходольных и пойменных лугах, полянах. Мезофит. Приурочена к местам с близким залеганием грунтовых вод; избегает мест с застойным увлажнением и сухие участки. Светолюбива, но может расти и в полутеневых условиях. Морозоустойчива; способна произрастать в различных, контрастных климатических условиях — от Арктики до Кавказа. Имеет широкий диапазон местообитаний: от глеевых почв до чернозёмных, от бедных до богатых и среднесолончаковых, обычна на глинистых и суглинистых со слабощелочной или нейтральной реакцией почвах. Может господствовать в луговых сообществах. Разрастается на пастбищах, так как не поедается скотом.
На Кавказе и Тянь-Шане — в верхнем лесном и субальпийском поясах.

## Охранный статус
Вид охраняется на территории республик Карелии и Марий Эл, Белгородской, Вологодской, Калужской, Курганской, Ленинградской области, Ростовской, Ярославской областей России, Полтавской и Харьковской областей Украины, в Литовской Республике, а также в финской части Фенноскандии.

## Химический состав
Чемерица — очень ядовитое растение, её корни содержат 5—6 алкалоидов, из которых наиболее ядовитый протовератрин, который способен подавлять центральную нервную систему, вредно действует на желудочно-кишечный тракт и сердечно-сосудистую систему. Преимущественно алкалоиды откладываются в корневищах. Содержание в надземных частях — стеблях, листьях и соцветиях не превышает 0,5 %. Кроме алкалоидов в корневищах обнаружены глюкозид вератрамарин, дубильные и красящие вещества, крахмал, сахар.

## Значение и применение
Чемерица относится к официнальным растениям и используется при производстве настойки чемерицы и чемеричной воды, предназначенных для наружного применения. Тем не менее, оно не включено в современную фармакопею как сырьё для получения лекарственных средств. Чемерица входит в перечень растений, запрещённых к использованию в виде компонента активных добавок к пище.
В качестве лекарственного сырья в ветеринарии используют высушенные корневища с корнями (лат. Rhizoma cum radicibus Veratri) как средство, возбуждающее движения желудка у жвачных, а также против кожного овода крупного рогатого скота. Размолотые корневища могут применяться для борьбы с вредителями ягодных культур. Настой не уступает лучшим ядам кишечного действия — арсенату кальция и парижской зелени.
При вдыхании даже малого количества пыли чемеричного корня проявляется сильнейшее чиханье и слезотечение. При попадании сока чемерицы на кожу сначала ощущается теплота, затем жжение, сменяющееся ощущением холода, после чего возникает почти полная потеря чувствительности. При поступлении частей растения внутрь возникает жжение и покалывание в горле, обильное слюнотечение, слезотечение, насморк, рвота, диарея, головная боль, головокружение, общее возбуждение, судороги, ослабление сердечной деятельности (резкая брадикардия), гипотония и шок. Сознание сохраняется вплоть до наступления смерти. При особо сильных отравлениях смерть может наступить через 3 ч после попадания токсинов растения в организм. В качестве средств активной детоксикации применяются атропин и дофамин. Тем не менее, использование этих и других лекарственных средств для неотложной терапии отравления чемерицей недостаточно эффективно.
В последнее время получили распространение сведения о применении измельчённых корней чемерицы как эффективного средства народной медицины, позволяющего излечивать от алкоголизма без ведома пациента. Антиалкогольное действие чемерицы при этом основано на реализации её общетоксического действия, используемого для условно-рефлекторной терапии алкоголизма. Интоксикация алкалоидами Veratum пролонгирована по времени от нескольких часов до нескольких суток, что усложняет совмещение по времени максимума её токсического действия с приёмом алкоголя для выработки негативной условно-рефлекторной реакции именно на алкоголь.
Следует также учитывать, что препараты чемерицы, приготовленные в домашних условиях, являются источником сильнодействующих стероидных алкалоидов, малейшая передозировка которых может привести и реально приводит к серьёзным отравлениям вплоть до летального исхода. Применение этих препаратов для терапии алкоголизма настолько опасно, что использование их представляется недопустимым не только в домашних условиях, но и в специализированных медицинских учреждениях из-за недостаточной эффективности средств оказания неотложной помощи в случаях передозировки.
Инсектицидное и ратицидное действие корней чемерицы было известно ещё во времена Римской империи. С этой целью использовали настои корневищ с корнями, или водные отвары. Опрыскиванием уничтожают гнёзда плодовой моли, кольчатого шелкопряда, псевдогусениц вишнёвого слизистого пилильщика, тли, капустного билана и т. д. Настои эффективны не только против личинок, но и против взрослых насекомых. Особенно ценна чемерица тем, что её можно использовать и во время вызревания плодов. В 2010 году Д. Елисовецкая из Института защиты растений Академии наук Республики Молдова показала эффективность применения экстрактов чемерицы Лобеля против колорадского жука.
Возможно отравление сельскохозяйственных животных на пастбищах, ядовита для пчёл.
Охотно поедается алтайским маралом (Cervus elaphus sibiricus Severtzow).

## Сбор, переработка и хранение лекарственного сырья
Собирают корни осенью, реже весной, выкапывая их вместе с корневищами. Толстые корневища разрезают вдоль, промывают и провяливают на воздухе. Сушат в тени или на чердаках, расстилая корни слоем 5—10 см на бумаге или ткани. Высушенное сырьё пакуют в тюки весом по 25 или 50 кг. Хранят в сухих, проветриваемых помещениях. Срок хранения — три года, хранят отдельно от других растений. При обработке корней необходимо придерживаться осторожности, потому что мелкие кусочки вызывают воспаление слизистых оболочек.